# 2024年東非洪災
自2024年4月以來，東非發生洪災，主要影響肯亞、坦尚尼亞，造成超過400人死亡，洪水加劇的部分原因是厄爾尼諾現象和印度洋偶極。

## 背景
2023年年底，衣索比亞、肯亞和索馬利亞有300多人死於降雨和洪水，當時該地區正試圖從四十年來最嚴重的乾旱中恢復過來。

## 肯尼亞

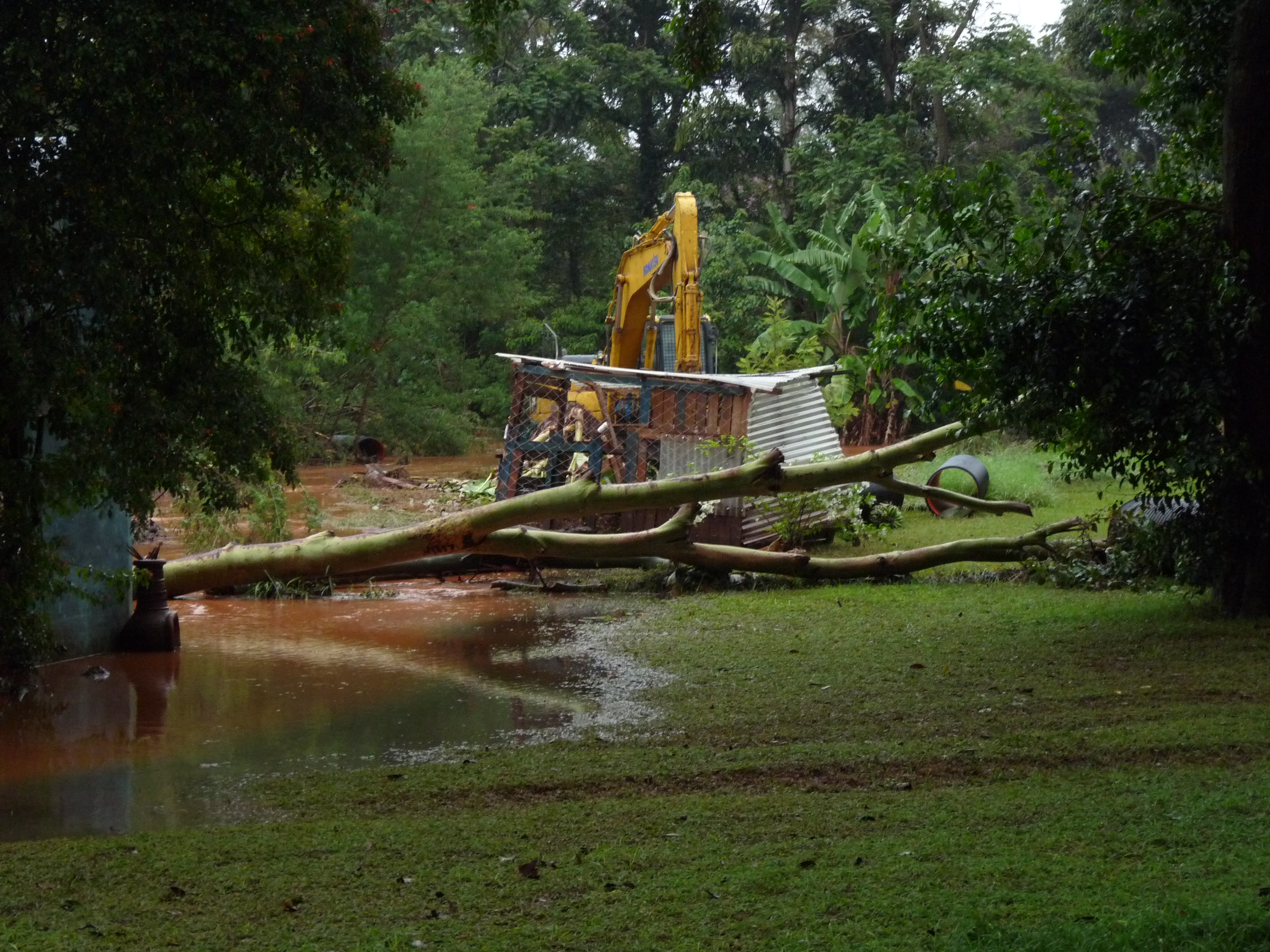
肯亞洪水過後一棵倒下的樹

從2024年4月18日開始，肯尼亞發生了洪水，47個縣中至少有21個縣受到洪水影響。首都內羅畢及週邊地區受到的影響尤其嚴重。內羅畢河和阿西河雙雙決堤，造成4萬人流離失所。據報導，至少有257人死亡、188人受傷、70人失蹤、293,661人流離失所。聯合國人道援助協調辦公室也報告稱，至少有960頭牲畜和2.4萬英畝農地被洪水淹沒。反對派政治人物和遊說團體指責政府儘管有天氣警告，但對危機準備不足且反應遲緩。

### 麥馬休鎮山洪爆發
2024年4月29日上午，肯亞麥馬休鎮發生山洪爆發，造成另外71人死亡，另有110人受傷送院，超過10萬人受災。官員表示，死亡人數是“保守估計”，因為據信還有更多屍體被埋在泥土下。 救援工作從受災城鎮麥馬休開始。該鎮居民表示，洪水發生在夜間，水從山上沖下來。樹木被連根拔起，摧毀了房屋，導致道路、橋樑和鐵路等重要基礎設施被摧毀，車輛滯留。水利部表示，洪水是由鐵路路堤下的涵洞隧道被碎片堵塞造成的。
警方最初將此次洪水歸因於大壩潰決引發的。肯亞政府後來表示，事故原因是鐵路路堤下方河道隧道內的碎片堵塞。殘骸由石頭、樹木和過去雨水積聚的泥土組成。官員澄清說，該地區沒有水壩，距離最近的水壩目前狀況穩定。
半島電視台記者馬爾科姆·韋伯在基安布郡報道稱，該地區的居民也遭受了嚴重的洪水襲擊，他們在詢問「為什麼政府沒有採取更多措施」來預防這場災難。他報告說，一家承包該地區橋樑和防洪基礎設施建設的公司沒有完成工程就捲走了錢。
為了安全，居民被要求轉移到地勢較高的地方。生活在全國危險地區的人們將被轉移到國家青年服務局提供的土地。軍隊和中央政府被動員起來，與各縣合作，為陷入困境的人們提供支持。 Kiambu縣宣布了緩解這種情況的措施，包括建築檢查。

### 熱帶氣旋希達亞
2024年5月3日，肯亞總統威廉·鲁托週五表示，預計本月剩餘時間情況將進一步惡化。氣象報告指出，氣旋「希達亞」將於週末沿印度洋沿岸，肯尼亞可能會面臨該國有史以來的第一次氣旋風暴。肯亞進入高度戒備狀態，禁止海灘活動，並無限期推遲學校重新開放。政府下令強制疏散33個縣178個水壩和水庫附近的居民。政府下令所有居住在內羅畢河30m濕地走廊內的居民並搬到地勢較高的地方，給予指定地區從18:30起24小時內離開或強制疏散，而後拆除河邊數百人的房屋。政府為撤離人員建立了臨時避難所、食物和必需品
2024年5月4日，由於赤道的影響（科氏效應和貝他效應），肯亞躲過了颶風的襲擊。肯亞氣象部門表示，肯亞將感受到颶風的影響，但這種影響將是「來自邊緣」。
2024年5月8日，總統威廉·魯托宣布5月10日為公眾假期，以哀悼洪水受害者，同時宣布全國範圍內的學校重新開放。 

## 坦尚尼亞

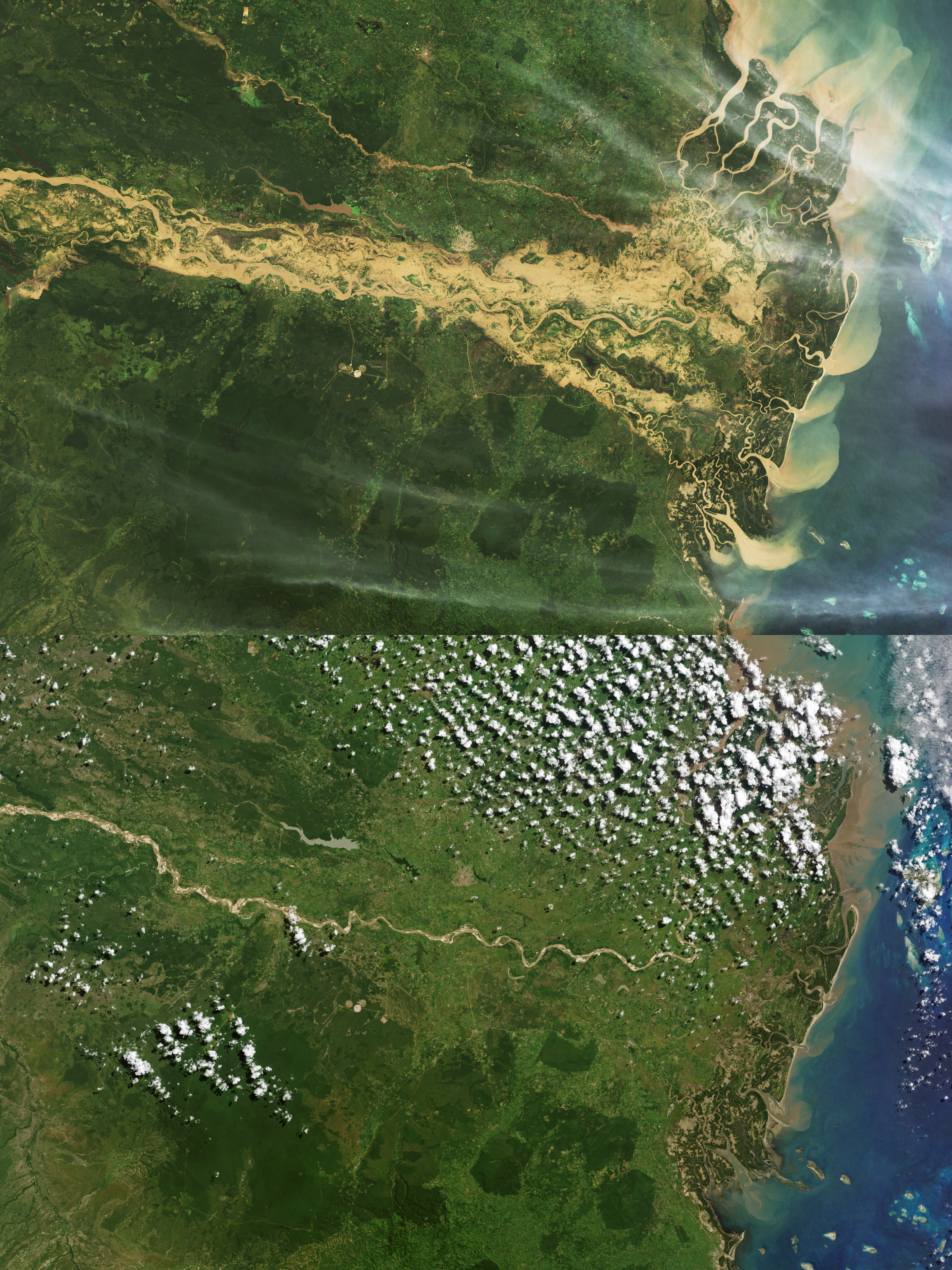
魯菲吉河及其三角洲沿岸洪水的衛星影像
2024年4月29日（上）
2023年5月5日（下）

2024年4月25日，坦尚尼亞總理表示，由於東非地區持續遭受強降雨，該國持續數週的大雨引發的洪水和山體滑坡造成155人死亡、236人受傷，超過20萬人和51,000個家庭受到降雨影響。總理卡西姆·馬賈利瓦告訴議會，厄爾尼諾氣候模式使持續的雨季更加惡化，導致洪水並摧毀道路、橋樑和鐵路。受損的基礎設施包括學校、醫療中心和道路，大片農田被洪水淹沒，偶爾還有洪流。
2024年5月3日，坦尚尼亞首席政府發言人莫巴爾·馬蒂尼表示，死亡人數已上升至161人。

### 熱帶氣旋希達亞
2024年5月3日，坦尚尼亞當局表示，當天早些時候，希達亞「強度增強，達到了成熟的氣旋狀態」。當時，氣旋距離坦尚尼亞沿海城市姆特瓦拉約 400 公里。
據伊加特氣候預測和應用中心稱，5月4日氣旋「希達亞」在坦尚尼亞登陸時，陣風將達到每小時165公里的峰值。
2024年5月4日，熱帶氣旋希達亞登陸马菲亚岛，速度已降至每小時95公里，氣旋希達亞繼續登陸坦尚尼亞海岸線，風速以每小時55公里的速度吹入莫羅戈羅。马菲亚岛受災嚴重，對姆特瓦拉、林迪、海岸和莫羅戈羅地區造成災害。風暴對基礎設施造成了影響，一些道路和橋樑被大雨沖毀，電線桿也被摧毀，導致漁業、農業、貿易和糧食銷毀等經濟活動暫停。
马菲亚岛包括住宅大樓、學校和醫療設施在內的財產和基礎設施被摧毀，醫院被水淹沒，市場和其他公共和私人機構也受到影響。路被倒下的樹木侵蝕和堵塞，電線桿被折斷和倒塌，導致該地區斷水斷電。林迪基爾瓦區有178戶941人被淹沒，其中包括一所學校。公共和私人機構的建築物以及住宅都被淹沒，其中包括宋加西站，31人被困在天然氣加工廠內。濱海魯菲吉區有38棟房屋被摧毀，另一棟房屋被淹沒，道路基礎設施嚴重毀壞。在姆特瓦拉市，21棟房屋受損，另外38棟房屋被淹沒，導致42人無家可歸。在莫罗戈罗区伊法卡拉鎮，43棟房屋被摧毀，另外512棟房屋被淹沒。連接不同地方的道路和地下排水管基礎設施以及23,501英畝的農場都遭受了嚴重破壞。林迪-达累斯萨拉姆高速公路在索曼加200公尺的路段被阻斷，導致包括客車、卡車和私家車在內的126輛汽車滯留，估計約有2,534人受困。坦尚尼亞大部分地區發生大停電，坦尚尼亞商業中心達累斯薩拉姆和桑給巴爾之間的渡輪服務暫停。林迪的基爾瓦區和姆特瓦拉的氣象站分別錄得316毫米和99毫米的降雨量，破5月份有記錄的最高水平，而正常降雨量為96.6毫米和54毫米。基爾瓦在36小時內記錄的316毫米降雨量相當於三年5月份的降雨量。
2024年5月5日，坦尚尼亞氣象局證實，經過6小時的天氣模式觀察，他們確定熱帶氣旋希達亞在2024年5月4日襲擊马菲亚岛後「已經完全失去了強度」，伴隨氣旋而來的雨雲殘餘在坦尚尼亞南部地區的多個地區減弱並擴散。
2024年5月9日，坦尚尼亞政府宣布，熱帶氣旋「希達亞」席捲該國印度洋東南海岸後，死亡人數已上升至166人，另有5人死亡、7人受傷。18,862人受災，摧毀了678所房屋，損壞了877所房屋，淹沒了543所房屋。

## 布隆迪
在布隆迪，暴雨導致近10萬人流離失所，造成至少29人喪生。

## 衣索比亞
導致亞的斯亞貝巴至少四人死亡，而衣索比亞東部部分地區，包括德雷達瓦及其周邊地區，也面臨山洪暴發。

## 索馬利亞
截至5月8日，索馬利亞至少203,438人受到影響，其中約37,120人流離失所或搬遷，9人死亡。降雨也損壞了基礎設施並殺死了牲畜。洪水摧毀並破壞了基礎設施，包括約3,080個避難所、4,702個廁所、三所學校，並殺死了至少 100 頭牲畜。淺水井被淹沒或摧毀，數公頃農地被洪水淹沒。赫謝貝利州、朱巴蘭州和西南州受災嚴重。截至5月6日，謝貝利河沿線貝萊特韋恩的水位高於中等風險水平，而在朱巴河，杜洛的水位在5月6日大雨（117毫米）後超過了高洪水風險水平。據報導，這是自2016年以來單日最高降雨量記錄，單日降雨量為該地區平均降雨量的四分之一左右。